# Iwona Blazwick
Iwona Blazwick OBE (nascuda l'any 1955) és una promotora cultural londinenca. És la directora de la Whitechapel Gallery de Londres, responsable de la reobertura d'aquesta galeria el 2009 i de la seva expansió. Com a cap d'exposicions i exhibicions a la Tate Modern de Londres, directora d'exposicions a l'ICA de Londres i comissària independent a Europa i al Japó, ha organitzat i ha posat en marxa nombroses exposicions d'art modern i contemporani.
També ha desenvolupat les sèries Contemporary Artists Monographs i Themes and Movements a Phaidon Press, i és editora de la 
sèrie Documents of Contemporary Art, publicada per Whitechapel/MIT Press.